# Cabildo Insular de La Gomera
El Cabildo de La Gomera es el órgano de gobierno de dicha isla. Como todos los cabildos, fue formado a partir de la Ley de Cabildos de 1912, y es la forma gubernativa y administrativa, propia de las Islas Canarias (España), que cumple dos funciones principalmente. Por una parte, presta servicios y ejerce competencias propias de la Comunidad Autónoma y por otra, es la entidad local que gobierna la isla.
Los cabildos, formados a partir de la Ley de Cabildos de 1912, son las formas gubernativas y administrativas propias de las Islas Canarias. Los Cabildos aguardaron para constituirse a que estuvieran elegidos los Delegados del Gobierno en cada una de las islas, una vez elegidos esto determinó que fuese el 16 de marzo de 1913 en el que quedaran constituidas todas las Corporaciones con excepción de la de El Hierro que quedó pendiente hasta ser creado el municipio de Frontera.
Desde 1991 es presidente del Cabildo, Casimiro Curbelo.

## Áreas de Gobierno
- Área de Presidencia, Economía y Hacienda, Información y Transparencia
- Área de Desarrollo del Territorio, Sostenibilidad, Turismo, Industria y Comercio
- Área de Política Sociocultural, Patrimonio Histórico y Juventud
- Área de Infraestructuras, Transportes, Emergencias y Protección Civil
- Área de Agricultura, Ganadería y Pesca

## Lista de presidentes del Cabildo Insular de La Gomera

### Segunda República
- Manuel Damas Negrín (1934)

### Franquismo
- Domingo Mendoza (1940-1956)
- Jaime Vega Hernández (- )

### Transición
- José Jesús Bencomo Mendoza (1976-1977)
- Etapa democrática desde 1979:

### Etapa democrática
| N.º | Nombre                         | Inicio | Fin         | Partido                                 |
| --- | ------------------------------ | ------ | ----------- | --------------------------------------- |
| 1.  | Antonio Plasencia Trujillo     | 1979   | Agosto 1986 | UCD (hasta 1983), AGI-CC                |
| 2.  | Luis Pedro Izquierdo Rodríguez | 1986   | 1987        | AGI (?)                                 |
| 3.  | Ramón Jerez Herrera            | 1987   | 1991        | PSOE                                    |
| 4.  | Casimiro Curbelo Curbelo       | 1991   | Actualidad  | PSOE (1991-2015), ASG (2015-actualidad) |